# 関口尚
関口 尚（せきぐち ひさし、1972年9月19日 - ）は、日本の小説家。
栃木県下都賀郡岩舟町（現・栃木市）生まれ。岩手大学人文社会科学部卒業、茨城大学大学院人文科学研究科修了。
2002年、『プリズムの夏』で小説すばる新人賞を受賞してデビュー。2007年、『空をつかむまで』(集英社)で、第22回坪田譲治文学賞を受賞。

## 作品リスト
- プリズムの夏（2002/12 集英社 ISBN 4087746275）-文庫（2005/7 集英社 ISBN 4087478394）
- あなたの石（2004/8 集英社 ISBN 408775331X）-文庫 君に舞い降りる白（2007/9 集英社 ISBN 4087462137）※文庫化で改題
- 空をつかむまで（2006/4 集英社 ISBN 408775359X）-文庫（2009/6 集英社 ISBN 978-4-08-746445-0）
- マジック・アワー（2006/6 全国学校図書館協議会 ISBN 4793381251）
- そのままの光（2006/11 光文社 ISBN 4334925278）
- シグナル（2008/2 幻冬舎 ISBN 978-4-344-01464-0）-文庫（2010/10 幻冬舎 ISBN 978-4-344-41550-8）
- パコと魔法の絵本（2008/7 幻冬舎 ISBN 4344411617）
- ムーン・ショット（2008/8/21 メディアファクトリー ISBN 4840124124）
- 代打の女神様（2009/3 角川グループパブリッシング『きみに贈るつばさ物語』収録 ISBN 978-4-04-631009-5）
- 潮風に流れる歌(2010/2 徳間書店 ISBN 978-4198629021)
- ソフトボーイ(2010/4 ポプラ文庫 ISBN 978-4591117521)
- はとの神様（2011/4 集英社 ISBN 978-4-08-771397-8) -文庫(2014/3 集英社文庫 ISBN 978-4087451733）
- ナツイロ(2012/6 集英社文庫 ISBN 978-4087468502)
- サニー・シックスティーン・ルール(2018/1 中央公論新社 ISBN 978-4120050381)
- ブックのいた街(2018/2 祥伝社文庫 ISBN 978-4396343910)
- 明星に歌え(2018/3 集英社文庫 ISBN 978-4087457186)
- 虹の音色が聞こえたら(2022/8 集英社文庫 ISBN 978-4087444261)

## 受賞歴
- 2002年、第15回小説すばる新人賞（プリズムの夏）
- 2007年、第22回坪田譲治文学賞（空をつかむまで）